# Robbie Brightwell
Robbie Brightwell (Rawalpindi, Raj británico, 27 de octubre de 1939 - Congleton, Reino Unido,  6 de marzo de 2022) fue un atleta británico de origen pakistaní especializado en la prueba de 4x400 m, en la que llegó a ser subcampeón olímpico en 1964.

## Carrera deportiva
En los JJ. OO. de Tokio 1964 ganó la medalla de plata en los relevos 4x400 metros, con un tiempo de 3:01.6 segundos, llegando a meta tras Estados Unidos que con 3:00.7 segundos batió el récord del mundo, y por delante de Trinidad y Tobago, siendo sus compañeros de equipo: Adrian Metcalfe, John Cooper y Tim Graham.